# Костёл Матери Божией Доброго Совета (Нестанишки)
Костёл Матери Божией Доброго Совета (бел. Касцёл Маці Божай Добрай Рады) — католический храм, расположенный в деревне Шимонели Сморгонского района Гродненской области Беларуси, в 2 километрах от деревни Нестанишки. С 1970-х годов имеет статус памятника архитектуры.
«Костёл Матери Божией Доброго Света» в д. Нестанишки, 5А Сморгонского района Гродненской области является недвижимой материальной историко-культурной ценностью категории «3», которая включена в Государственный список историко-культурных ценностей Республики Беларусь под шифром 413Г000712.

## История

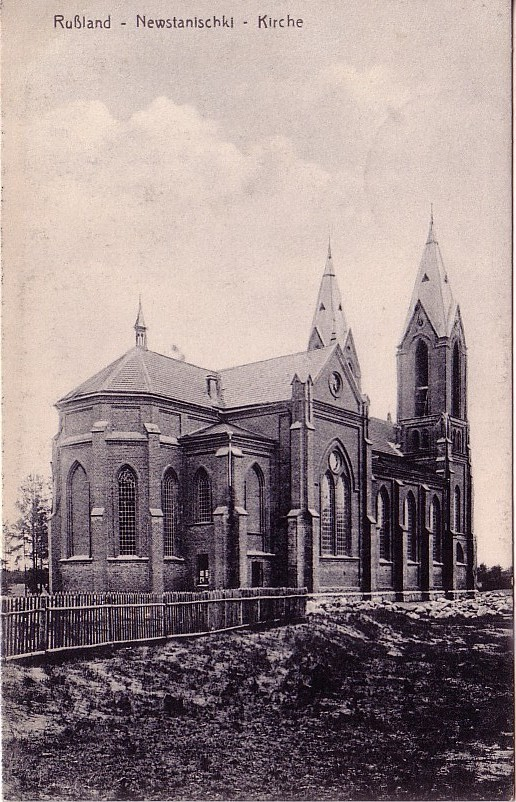
Костёл, 1916 год

В 1497 году началось строительство приходского костёла на средства Богдана Андрушковича из Понижан. Первым настоятелем был назначен виленским епископом Войтехом Табором ксендз Павел из Познанской диоцезии.
В годы Реформации костёл пришел в запустение.
В 1609 году местное население вернул к католической вере свирский плебан Войтех Кульчинский.
В 1616 году костёл был восстановлен в качестве филиального в Свирском приходе.
Во время русско-польской войны в 1654—1657 гг. храм был разрушен.
В 1668 году храм был вновь восстановлен.
В 1746 году новый деревянный костёл был построен стараниями ксендза Павла Едлиньского, который сделал его центром нового прихода. По сведениям известного путешественника и краеведа Адама Киркора, храм был восстановлен в 1749 году стараниями ксендза Войцеха Кальчинского.
В 1760 году Максимилиан и Анастасия Розенфельды пожертвовали средства для постройки бокового алтаря Божьей опеки.
В 1797 году инфлянтский каноник ксендз Петр-Антоний Кучевский (Курчевский) значительно реконструировал храм.
В 1846 году нестанишским настоятелем был исполняющий обязанности Свирского декана Феликст Скалишевский. Его стараниями храм был реконструирован.
В 1855 году Адам Киркор посетил Нестанишки и попал на церковный праздник святого Исидора, покровителя крестьян. Праздник проводился по инициативе ксендза Новиньского. На празднике присутствовали также князь Тадеуш Пузына со своей женой писательницей Габриелой из Гюнтеров, а также фундатор алтаря — пани Матильда Бучинская. По случаю праздника был построен деревянный алтарь с иконой святого Исидора кисти молодого виленского художника Карчевского. С торжественной речью выступил ксендз Липницкий - каноник виленский. Габриелла Пузыня к празднику написала литанию и песню о святом Исидоре.
В 1904—1911 годах настоятелем костёла был ксендз Казимир Тежик.
10 июля 1905 года в храм были привезены из Мадрида реликвии святого Исидора. В тот же день ксендз торжественно освятил фундамент нового каменного храма (в 100 саженях от старого деревянного храма).
В 1911 году строительство нового храма в неоготическом стиле было завершено.
10 июля 1912 года свирский декан ксендз Казимир Валюнас освятил костёл в честь Пресвятой Девы Марии Доброго Совета.
В 1928 году совершил консекрацию костёла виленский архиепископ Ромуальд Яблжиковский.
В мае 2004 года в костёл были доставлены из Рима икона и реликвии блаженного Августина Чарторийского.